# Bangladesh Small Arms Factory
La Bangladesh Small Arms Factory de Gazipur, appartenant aux Bangladesh Ordnance Factories est le principal fournisseur national d'armes légères des Forces armées du Bangladesh. Cette usine d'armement, fondée en 1969, produit des armes sous licence de Norinco (Carabine Type 56, Fusil Type 56, Fusil d'assaut Type 81 et Fusil-mitrailleur Type 81) ou allemande (HK G3). La BOF ne semble pas vouloir exporter.